# Žukovac
Žukovac (en serbe cyrillique : Жуковац) est un village de Serbie situé dans la municipalité de Knjaževac, district de Zaječar. Au recensement de 2011, il comptait 59 habitants.
Žukovac est situé sur les bords du Trgoviški Timok.

## Démographie
| 1948 | 1953 | 1961 | 1971 | 1981 | 1991 | 2002 | 2011 |
| ---- | ---- | ---- | ---- | ---- | ---- | ---- | ---- |
| 427  | 419  | 349  | 280  | 216  | 169  | 114  | 59   |

|  |